# Tom Lanoye

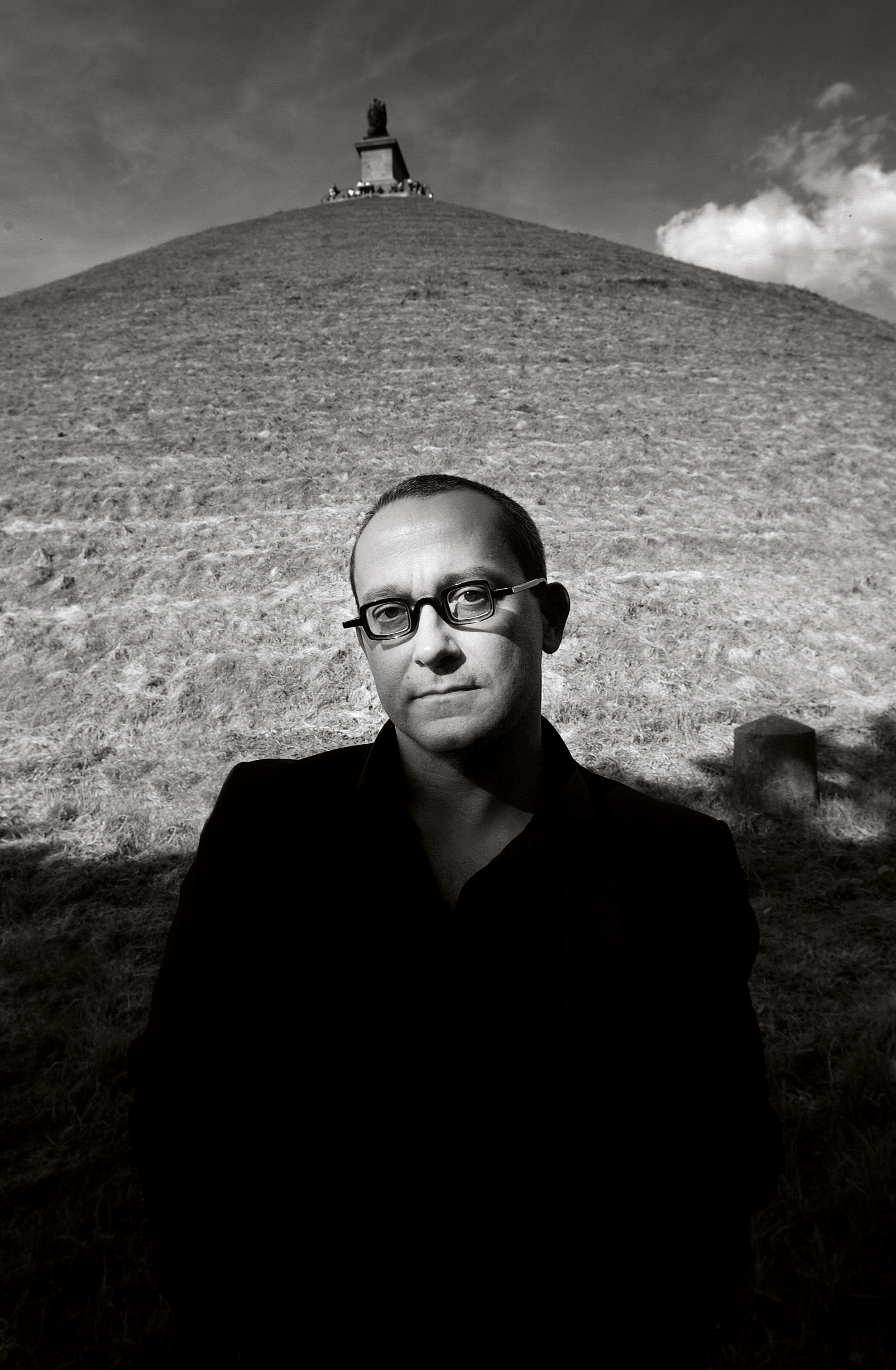
Tom Lanoye en 2002 devant la Butte du Lion. Photo de Michiel Hendryckx.

Tom Lanoye (son nom se prononce à la française : /lanwa/), né le 27 août 1958 à Saint-Nicolas, est un romancier, poète, chroniqueur, scénariste et dramaturge belge néerlandophone. C’est un des auteurs les plus lus et primés aux Pays-Bas et en Flandre.

## Biographie
Lanoye est le plus jeune fils d’un boucher. Il fait ses études secondaires au Petit Séminaire Saint-Joseph à Saint-Nicolas, qui est alors un collège de garçons. Lanoye fait ensuite des études de philologie germanique et de sociologie à l’université de Gand. À cette époque, il est également membre actif de l’association d’étudiants TSG (Taalminnend Studentengenootschap ) ’t Zal Wel Gaan (Tout ira bien). Le mémoire de fin d’études de Tom Lanoye s’intitule De poëzie van Hans Warren (La poésie de Hans Warren). Il publie ses premiers écrits à compte d’auteur, selon lui : « comme le faisaient tous les groupes punks de l’époque : parce qu’ils étaient insatisfaits des structures existantes et pour apprendre le métier de l’intérieur. »
Outre écrivain, Lanoye est aussi entrepreneur, son entreprise s’appelle L.A.N.O.Y.E. NV. En 2000, Lanoye s’inscrit comme candidat indépendant sur la liste électorale d’Agalev, les écologistes flamands, pour contribuer à la lutte contre le Vlaams Blok, un parti d’extrême-droite qui obtient à l’époque 33 % des suffrages à Anvers.
En 2003, Lanoye devient le premier poète de la ville d’Anvers. Parallèlement à son activité d’auteur, Lanoye est également chef d’entreprise, en l’occurrence de la s.a. L.A.N.O.Y.E.
Lanoye vit et travaille à Anvers et au Cap (Afrique du Sud). Ses écrits sont publiés ou joués dans plus de quinze langues.

## Œuvres littéraires

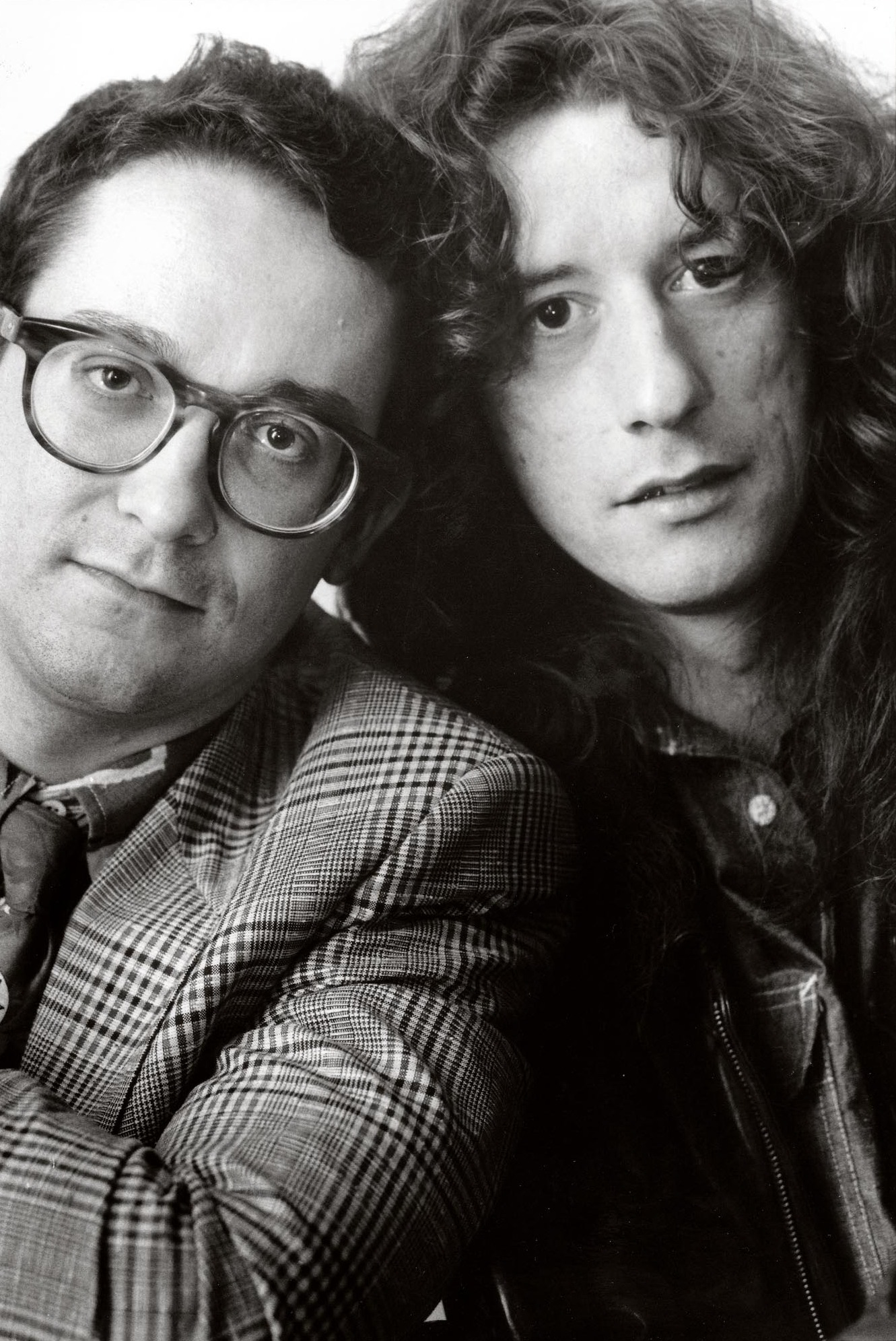
Tom Lanoye et Herman Brusselmans en 1989.

De 1981 à 1982, Tom Lanoye forme avec James Bordello (de son vrai nom Peter Roose) un duo qui se nomme de Twee Laatste Grote Poëtische Beloften Van Net Voor De Derde Wereldoorlog (« Les deux dernières grandes promesses poétiques de juste avant la troisième guerre mondiale »). Ils publient leurs écrits à compte d’auteur et se produisent dans des cafés d’étudiants à Gand.
L’année suivante, le duo participe à la Nuit de la poésie à Utrecht. Lanoye signe par ailleurs des billets polémiques pour les magazines De Zwijger (nl), Propria Cures (en), Humo et ’T Zwart Gat, un journal d’étudiants dont il était rédacteur en chef et dont seuls 4 numéros ont vu le jour.
En 1985 paraît son premier ouvrage en prose semi-autobiographique intitulé Een slagerszoon met een brilletje (Un fils de boucher avec des lunettes).
La même année, son passage dans l’émission télévisée de Sonja Barend (en) fait de lui une personnalité désormais célèbre. On lui doit également Alles moet weg (1988, Tout doit partir), le roman mélancolique Kartonnen dozen (1991) (Les Boîtes en carton, traduit par Alain van Crugten en 2013) et la trilogie Het Goddelijke Monster, Zwarte tranen et Boze tongen (Le Monstre divin, Larmes noires et Mauvaises langues) qui dépeint le déchirement de la Belgique. Cette trilogie a été adaptée pour la télévision en une série de dix épisodes, par la chaîne flamande één (VRT) fin 2011.
À l’étranger, Lanoye doit sa notoriété de dramaturge contemporain à son adaptation en vers, de 12 heures, de 8 drames de Shakespeare, intitulée Ten Oorlog (1997, À la guerre), jouée également en allemand lors du Festival de Salzbourg. Plusieurs de ses pièces ont été à l’affiche de grands festivals : à Avignon, Amsterdam, Vienne et la Ruhr.
Jadis enfant terrible, Lanoye est aujourd’hui une valeur sûre dans toutes les formes de textes (extrait des statuts de la société anonyme fondée en 1992 sous le nom de L.A.N.O.Y.E.). Il se produit régulièrement sur de nombreuses scènes de théâtre avec des shows littéraires, qui rappellent davantage le monologue que la lecture. À son palmarès citons également le bestseller Het derde huwelijk (Troisièmes noces) ainsi que des pièces de théâtre souvent jouées hors de nos frontières : Fort Europa (Forteresse Europe, trad. Alain van Crugten), Mamma Medea (librement adaptée d’Euripide), Mefisto for ever (librement adapté de Klaus Mann) et Atropa. De wraak van de vrede (librement adaptée d’Euripide, Eschyle, George W. Bush, Donald Rumsfeld et Curzio Malaparte. Atropa. La vengeance de la paix, trad. Alain van Crugten). Ces deux dernières sont le début et la fin du Triptiek van de macht (Triptyque du pouvoir) du metteur en scène Guy Cassiers. Elles ont été jouées au Festival d’Avignon dans cette mise en scène.
En 2011, ce festival invite une nouvelle fois le duo Cassiers-Lanoye. Leur pièce historique sur Jeanne d’Arc et Gilles de Rais a été jouée cinq soirs dans la prestigieuse Cour d’Honneur du Palais des Papes, devant un total de 10.000 spectateurs. En 2014, Lanoye retravaille avec Cassiers: l’adaptation de Shakespeare de Hamlet versus Hamlet, avec l’actrice Abke Haring dans un rôle principal remarqué.    
En 2007, Tom Lanoye est nommé pour le Gouden Uil et le Libris Literatuur Prijs (nl) pour son roman Het derde huwelijk (Troisièmes noces). La même année, il se voit décerner aux Pays-Bas le prix Gouden Ganzenveer (en) pour l’ensemble de son œuvre et il reçoit un doctorat honoraire de l’Université d’Anvers.

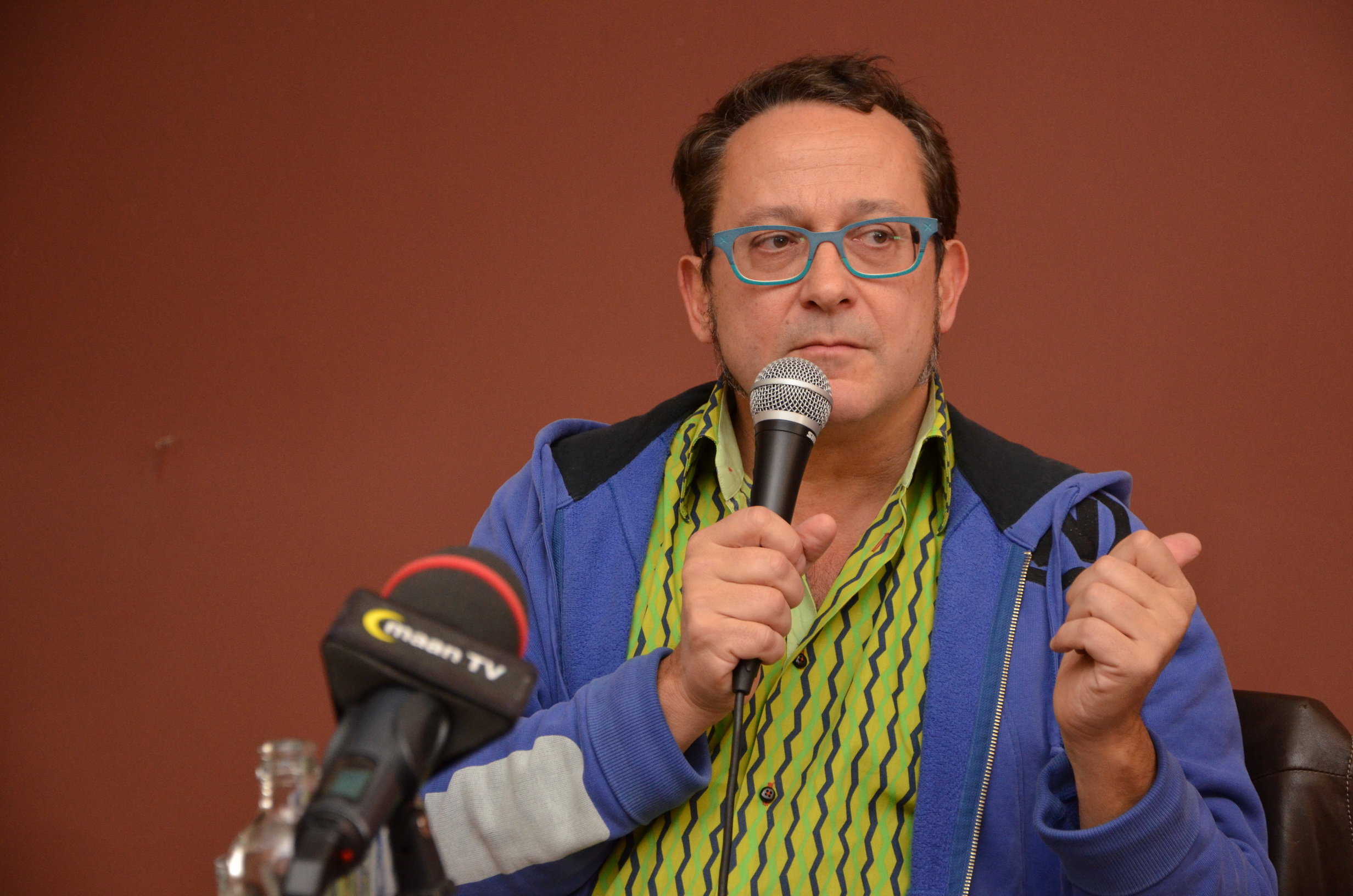
Tom Lanoye en 2013.

Fin 2009 paraît son roman Sprakeloos (La langue de ma mère), qui évoque la mort de sa mère, une actrice amateur qui perd l’usage de la parole à la suite d’un accident cérébral. Sprakeloos se lit tel une suite inattendue, dix-ans plus tard, du roman autobiographique Kartonnen dozen.
En 2010, ce livre figure en bonne place parmi les candidats aux De Gouden Uil, Libris Literatuur Prijs, prix littéraire AKO et remporte le Gouden Uil du Public. Tom Lanoye est désormais, selon Boek.be, l’auteur le plus vendu en Flandre.
La même année, Sprakeloos reçoit le prix Henriette Roland Holst et fait son entrée, en traduction, en France, en Afrique du Sud, au Danemark, et dans le monde anglophone, via World Editions)… Les droits cinématographiques sont vendus à Caviar Film Productions 
Cobra, le site pour les arts et la culture de la VRT choisit en 2011 parmi ses 11 meilleures productions théâtrales Bloed en Rozen (Sang et Roses, trad. Alain van Crugten, 2011) et De Russen! (Les Russes!) écrites par Lanoye resp. pour Het Toneelhuis (Guy Cassiers/Festival d’Avignon) et Ivo van Hove (Toneelgroep Amsterdam/Holland Festival). Ces deux pièces sont acclamées par la presse nationale et internationale, ainsi que par le Financial Times et Le Monde. D’autres œuvres théâtrales de Lanoye – Mamma Medea et Atropa – demeurent très prisées à l’étranger et sont jouées à de multiples reprises notamment à Munich, Hambourg, Francfort…
En 2012, Tom Lanoye écrit une nouvelle Heldere hemel (Tombé du ciel), base sur l'accident aérien de Courtrai, à la demande de la Stichting CPNB en guise de Boekenweekgeschenk (nl) (un cadeau offert dans les librairies à l’occasion de la Semaine du Livre, aux Pays-Bas ; il s’agit d’une édition tirée à un million d’exemplaires environ chaque année). Tom Lanoye devient ainsi le quatrième auteur belge du Boekenweekgeschenk, après Hubert Lampo (1969), Marnix Gijsen (1978) et Hugo Claus (1989). Et pour la première fois, le Boekenweekgeschenk est également diffusé en Flandre.
En 2012, l’Académie royale de langue et littérature néerlandaises décerne son Prix Quinquennal pour les textes de théâtre 2012 pour la période 2007-2011 à Tom Lanoye pour Atropa. De wraak van de vrede (2008).
Fin 2012, Lanoye est invité à Paris, à la Sorbonne, par le département d’études néerlandaises, pour y donner une série de six séminaires sur la littérature flamande et néerlandaise.
Les Boîtes en carton est publié. Trente ans après Le Chagrin des Belges (1983) d’Hugo Claus, un roman flamand figure à nouveau dans le top dix littéraire en Belgique francophone.
Lors de l’élection du classique le plus populaire de la littérature flamande, son roman Sprakeloos (2009) s’est vu décerner la troisième place, après De Kapellekensbaan (1953 ) de Louis Paul Boon et Van de vos Reynaerde (recueil épique du XIIIe siècle).
En 2013, Lanoye est nommé pour le Prix Jean-Monnet de Littérature européenne grâce à "Les Boîtes en Carton" (avec Julian Barnes et Amin Maalouf). Parmi les lauréats précédents figurent Claudio Magris, Jorge Semprún et Harry Mulisch.
Le 4 septembre 2013 paraît son roman Gelukkige Slaven. Ce livre s’impose sur les listes de bestsellers, atteint le cap des 50.000 exemplaires vendus et en 2014, il est nommé pour le AKO Literatuurprijs et pour le Libris Literatuurprijs.
En octobre 2013 paraît Tombé du Ciel, la traduction française de Heldere Hemel (2012). L’éditeur et le traducteur sont – une fois de plus - les Éditions de la Différence (Paris) et Alain van Crugten. Le 10 janvier 2014, le traducteur Alain van Crugten remporte le prix Les Phares du Nord pour ses traductions des œuvres de Lanoye, en particulier La Langue de ma Mère (Sprakeloos). En octobre également, le Festival des programmes télévisés de Sichuan, dans la course à ses Pandas d’Or, offre une double nomination à Het Goddelijke Monster, la série diffusée sur Eén, dans une régie de Hans Herbots, basée sur la trilogie de Lanoye intitulée De Monstertrilogie. Herbots remporte finalement le Panda d’Or du meilleur réalisateur.

## Théâtre
L’œuvre théâtrale de Lanoye compte plus de deux douzaines de pièces. La plupart sont des pièces d’ensemble types, pour plus de six acteurs et parfois plus de quinze. Certaines pièces sont originales, comme l’absurde De Jossen, où tous les personnages s’appellent « Jos », d’autres sont des adaptations comme De Russen: une adaptation de six heures de Tchekhov écrite par Lanoye à la demande d’Ivo van Hove (Toneelgroep Amsterdam) où il entremêle deux écrits de jeunesse de  Tchekhov (Ivanov et Platonov), en y ajoutant de nombreuses nouvelles scènes.
Au printemps 2015, Lanoye monte une trilogie théâtrale d’envergure. D’abord, une adaptation du King Lear, de Shakespeare pour Toneelgroep Amsterdam et le metteur en scène Eric de Vroedt: Koningin Lear (La Reine Lear) avec dans le rôle principal l’actrice flamande Frieda Pittoors. Parallèlement, un script original de théâtre musical à la Bertolt Brecht pour le metteur en scène et acteur principal Josse de Pauw — une coproduction du KVS (Bruxelles), NTGent, Théâtre National (Bruxelles) et Flat Earth Society (Gand) du compositeur Peter Vermeersch. Finalement, un nouveau monologue pour l’actrice Viviane De Muynck, GAZ. Pleidooi van een gedoemde moeder, (GAZ. Plaidoyer pour une mère damnée) Theater Malpertuis (Tielt), dans une mise en scène de Piet Arfeuille. Ce dernier spectacle inaugure la deuxième année de Gone West: la commémoration officielle de la première guerre mondiale en Flandre, qui dure 4 ans. La première a lieu cent ans exactement après la décision, prise à Tielt par l’armée allemande, de procéder à la première attaque militaire au gaz dans l’histoire de l’humanité. Sous la plume de Lanoye, la mère d’un terroriste contemporain pleure la mort de son fils, sans pour autant excuser son attaque atroce – un attentat au gaz dans une rame de métro, qui a coûté la vie à des centaines de citoyens, majoritairement des enfants.Lanoye se produit sur les scènes belges et néerlandaises où il lit ses textes. Le terme « lecture » ne convient cependant pas pour qualifier ses spectacles qui s’apparentent plutôt aux one-man-shows, dans le style des cabaretiers.
Spectacles joués :
- Jamboree (1982-1984)
- Een slagerszoon met een brilletje (1986)
- In de piste (1988-1989)
- Kartonnen dozen (1992)
- Gespleten en bescheten (1997-1999)
- The very best of the artist formely known as a young man (1998)
- Ten oorlog - De solo (2000)
- Veldslag voor een man alleen (2003-2004)
- Geletterde Mensen (2006), avec la poétesse sud-africaine Antjie Krog
- Woest (2008) 50 ans Lanoye
- Sprakeloos (2011-2012). Lors de la Semaine des Livres aux Pays-Bas en 2012, ce spectacle est joué dans un Carré comble à Amsterdam. Fin 2012, le spectacle Sprakeloos, en partie traduit en français sous le titre "La Langue de ma mère" fait également cinq fois salle comble au Théâtre National à Bruxelles. C’est la percée définitive de Lanoye en Belgique francophone.

## Œuvres publiées en français
- Célibat, [« Celibaat »], trad. de Danielle Losman, Carnières, Belgique, éd. Lansman, coll. « Théâtre flamand et néerlandais », 1997, 64 p.
- Méphisto for ever, trad. Alain van Crugten, 2007, Anvers, éd. SA Lanoye-Toneelhuis, 2007, 110 p.
- Atropa. La vengeance de la paix, [« Atropa. De wraak van de vrede »], trad. d’Alain van Crugten, Anvers, éd. SA Lanoye-Toneelhuis, 2008, 88 p.
- La Langue de ma mère [« Sprakeloos »]  (trad. du néerlandais de Belgique par Alain van Crugten), Paris, Éditions de la Différence, coll. « Minos », 2012 (réimpr. 2015), 456 p. (ISBN 978-2-7291-2182-2, présentation en ligne)
- Sang et Roses - Le Chant de Jeanne et Gilles, suivi de Mamma Medea, [« Bloed en Rozen »], [« Het Lied van Jeanne en Gilles »] et [« Mamma Medea »], trad. d’Alain Van Crugten, Arles, éd. Actes Sud, coll. « Papiers », 2011, 192 p.
- Forteresse Europe [« Fort Europa »]  (trad. du néerlandais de Belgique par Alain van Crugten), Paris, Éditions de la Différence, coll. « Littérature étrangère », 2012, 144 p. (ISBN 978-2-7291-1966-9, présentation en ligne)
- Les Boîtes en carton [« Kartonnen dozen »]  (trad. du néerlandais de Belgique par Alain van Crugten), Paris, Éditions de la Différence, coll. « Littérature étrangère », 2013, 192 p. (ISBN 978-2-7291-2012-2, présentation en ligne)
- Tombé du ciel [« Heldere hemel »]  (trad. du néerlandais de Belgique par Alain van Crugten), Paris, Éditions de la Différence, coll. « Littérature étrangère », 2013, 144 p. (ISBN 978-2-7291-2055-9, présentation en ligne)
- Troisièmes noces [« Het derde huwelijk »]  (trad. du néerlandais de Belgique par Alain van Crugten), Paris, Éditions de la Différence, coll. « Littérature étrangère », 2014, 447 p. (ISBN 978-2-7291-2114-3, présentation en ligne)
- Esclaves heureux [« Gelukkige slaven »]  (trad. du néerlandais de Belgique par Alain van Crugten), Paris, Éditions de la Différence, coll. « Littérature étrangère », 2015, 400 p. (ISBN 978-2-7291-2181-5, présentation en ligne)
- Gaz - Plaidoyer d'une mère damnée [« Gaz. Pleidooi van een gedoemde moeder »]  (trad. du néerlandais de Belgique par Alain van Crugten), Paris, Éditions de la Différence, coll. « Littérature étrangère », 2016, 79 p. (ISBN 978-2-7291-2254-6, présentation en ligne)

## Distinctions majeures
- 1992 - Humo’s Gouden Bladwijzer pour Kartonnen dozen
- 1994 - Toneelprijs van de provincie Antwerpen pour Blankenberge
- 1995 - Arkprijs van het Vrije Woord pour Maten en gewichten
- 1998 - Océ Podium Prijs pour Ten oorlog
- 1998 - Prosceniumprijs pour Ten oorlog
- 1999 - Thaliaprijs pour Ten oorlog
- 1998 - Humo’s Gouden Bladwijzer pour Het goddelijke monster
- 2000 - Driejaarlijkse Vlaamse Gemeenschapsprijs voor Toneelletterkunde pour Ten oorlog
- 2000 - Innovationspreis Theatertreffen Berlin pour Schlachten! (Ten oorlog)
- 2000 - De Gouden Uil Publieksprijs pour Zwarte Tranen
- 2000 - Humo’s Gouden Bladwijzer pour Zwarte Tranen
- 2003 - De Gouden Uil Literatuurprijs pour Boze Tongen
- 2003 - Le Gouden Uil Publieksprijs pour Boze Tongen
- En 2005, Lanoye est classé 84e lors de l’émission flamande De Grootste Belg (Le plus grand Belge).
- 2004 - De Inktaap pour Boze tongen
- 2007 - De Gouden Ganzenveer pour l’ensemble de son œuvre
- 2007  - Nommé doctor honoris causa de l’Université d’Anvers (UA)
- 2010 - De Gouden Uil Publieksprijs pour Sprakeloos
- 2011 - Le Henriette Roland Holst-prijs pour Sprakeloos
- 2012 - Le prix quinquennal pour les textes de théâtre de l’Académie royale de Langue et Littérature Néerlandaises pour Atropa. De wraak van de vrede
- 2013 - Le Constantijn Huygens-prijs pour l’ensemble de son œuvre
- 2016 - Cutting Edge Award pour Revue ravage. Dood van een politicus
- 2018 - Groenman-taalprijs
- 2023 - Muze de Sabam pour l’ensemble de sa carrière[2]

### Prix obtenus grâce aux œuvres de Lanoye
Acteurs
- 1998 : Le Arlecchino (meilleur Second Rôle Masculin) : Lucas Van Den Eynde pour King Edwaar dans Ten oorlog (Blauwe Maandag Compagnie)
- 2007 : Le Louis d’ Or (meilleur Rôle Principal Masculin) : Dirk Roofthooft pour Kurt Köpler dans Mefisto for ever (Toneelhuis)
- 2011 : Prix de la Critique Francophone (meilleure Comédienne) : Claire Bodson pour Médée dans Mamma Medea (Théâtre Le Rideau)
- 2012 : Le Colombina (meilleur Second Rôle Féminin ) : Frieda Pittoors pour Zinaida Lebedjeva dans De Russen! (Toneelgroep Amsterdam)
- 2014 : le Theo d’Or (meilleur Rôle Principal Féminin) : Abke Haring pour Hamlet dans Hamlet versus Hamlet (Toneelhuis/Toneelgroep Amsterdam)

Traducteurs
- 2014 : Le Prix des Phares du Nord (meilleure traduction française pour un texte en néerlandais) : Alain van Crugten pour La Langue de ma mère (Sprakeloos) (Editions de la Différence)
- 2014 : Le Suid-Afrikaanse Akademieprijs vir vertaalde werk : Daniel Hugo pour Sprakeloos (Sprakeloos) (Protea Boekhuis)